# Communes de la province de Raguse
- Haut – A
- B
- C
- D
- E
- F
- G
- H
- I
- J
- K
- L
- M
- N
- O
- P
- Q
- R
- S
- T
- U
- V
- W
- X
- Y
- Z

## A
- Acate

## C
- Chiaramonte Gulfi
- Comiso

## G
- Giarratana

## I
- Ispica

## M
- Modica
- Monterosso Almo

## P
- Pozzallo

## R
- Raguse

## S
- Santa Croce Camerina
- Scicli

## V
- Vittoria